# 深津麻弓
深津 麻弓（ふかつ まゆみ、1976年6月2日 - ）は、富山テレビ放送のアナウンサー。愛知県豊田市出身。愛知県立豊田西高等学校、東京女子大学卒業。血液型はO型。

## 経歴
1999年よりFNN系列の富山テレビ放送で契約アナウンサーとして6年間活躍。
2005年4月より名古屋テレビ放送（メ〜テレ）へ移籍。2016年4月、富山テレビ放送に復帰。
第20回FNSアナウンス大賞・ナレーション部門の部門賞を受賞しているほか、第6回ANNアナウンサー賞（原稿のあるもの部門）優秀賞を獲得するなど、系列をまたがり複数のアナウンサーの賞を受賞している。

## 出演

### 現在
- BBTニュース
- FNN北陸中日新聞 日曜夕刊
- BBT報道 シンそう富山

### 過去
富山テレビ
- BBTスーパーニュース（キャスター）
- 富山の自然（ナレーター）
- FNNスピーク 2004年8月16日 - 20日（高木広子の代理として担当）
- プライムニュース BBTチャンネル8
- フルサタ!

メ〜テレ異動後
- WAYAYA丼（リポーター）
- 特選朝いち どですか!（リポーター）
- UP!（サブキャスター）
- メ〜テレニュース